# Biblioteca del Bicentenario de Bolivia

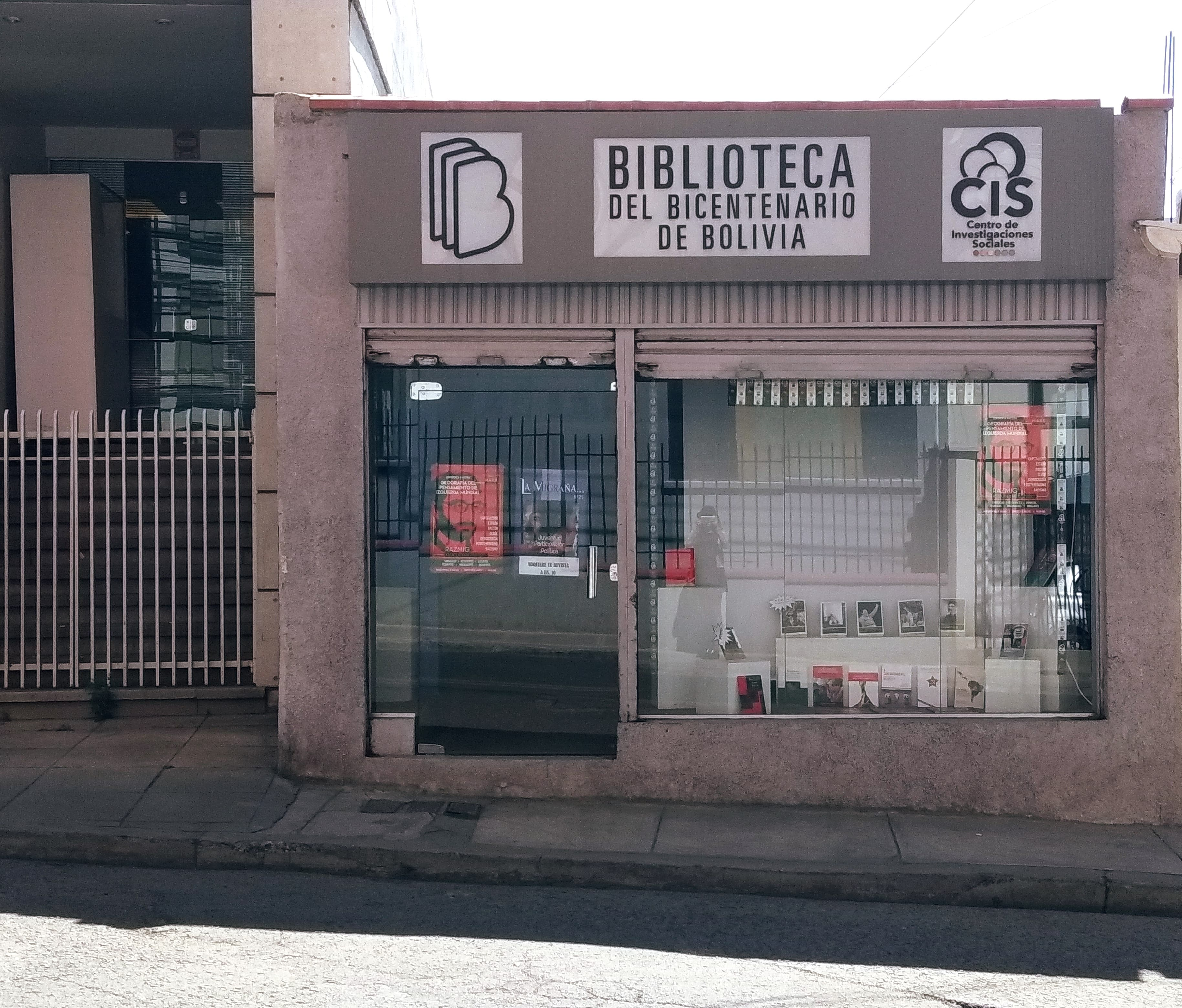
Tienda de la Biblioteca del Bicentenario de Bolivia (BBB) y del Centro de Investigaciones Sociales (CIS) en La Paz.

La Biblioteca del Bicentenario de Bolivia (BBB) es un proyecto editorial del Estado Plurinacional de Bolivia que prevé la publicación de una selección de 200 títulos de libros considerados indispensables para comprender el pasado y el presente de Bolivia, con motivos de la celebración del Bicentenario de Bolivia en 2025.

## Características
La Biblioteca del Bicentenario de Bolivia, dependiente del Centro de Investigaciones Sociales de la Vicepresidencia del Estado Plurinacional de Bolivia, planteó la edición y publicación de 200 libros representativos de la historia boliviana para conmemorar el bicentenario de la independencia del país a cumplirse en 2025; las obras van desde  estudios antropológicos y sociológicos, hasta la historia y las artes y abarcan un periodo de 400 años de obras escritas desde y sobre el actual territorio que conforma Bolivia.

## Antecedentes
La BBB es un proyecto editorial estatal muy ambicioso en la historia boliviana, su antecedente es la Biblioteca del Sesquicentenario, impulsada durante el gobierno de Hugo Banzer Suárez para honrar los 150 años de la fundación de la entonces República de Bolivia, la cual publicó 20 obras en 1975. Otras iniciativas particulares fueron impulsadas por Gustavo Adolfo Otero en 1939, con el nombre de Biblioteca Boliviana y la de  Fernando Diez de Medina en 1956.

## Proceso de selección
Los libros que componen la colección fueron elegidos de entre más de mil títulos por un comité editorial conformado por 33 intelectuales bolivianos y extranjeros.
Durante el proceso de selección, en 2014, se incluyó una consulta en línea referencial en la que los ciudadanos votaron por las obras propuestas o sugirieron nuevos títulos.
Entre los libros seleccionados por la BBB se encuentran títulos de difícil acceso; algunos porque no fueron reimpresos, otros porque se agotaron hace años y otros excesivamente costosos.
El Centro de Investigaciones Sociales afirma que todas las obras podrán ser descargadas gratuitamente a medida que vayan publicándose.

## Estado de la publicación

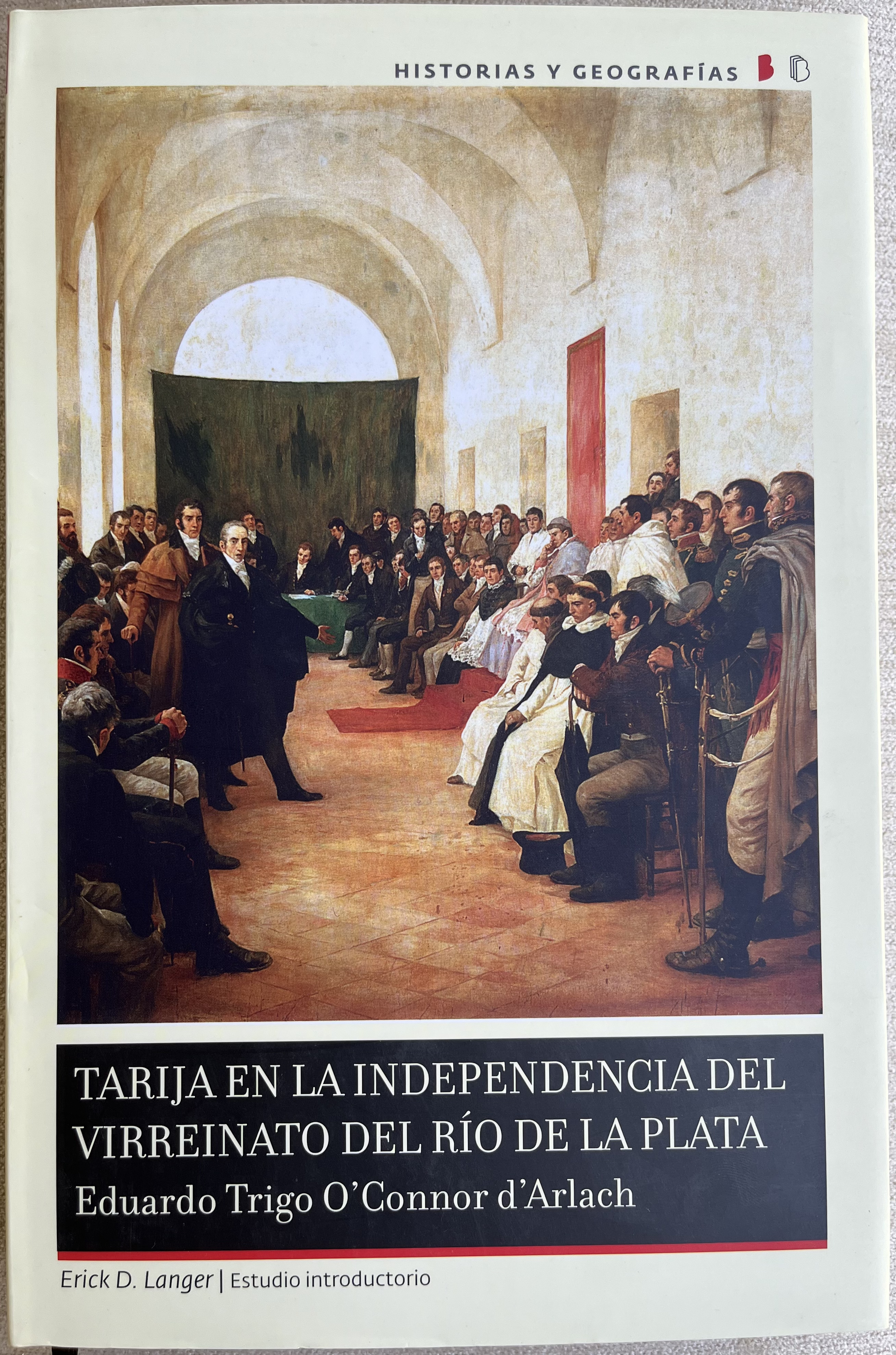
Cubierta del libro "Tarija en la independencia del Virreinato del Río de la Plata", parte de la BBB.

El 26 de noviembre de 2015 se lanzaron al público las dos primeras obras de la colección y hasta agosto de 2018 se habían publicado 29 títulos de la misma siendo presentados en diferentes ciudades de Bolivia y posteriormente puestos a disposición para descarga en formato digital.